# ヒッチコック郡 (ネブラスカ州)
ヒッチコック郡 (Hitchcock County) はアメリカ合衆国ネブラスカ州に位置する郡である。2000年現在、人口は3,111人である。ここの郡庁所在地はトレントンである。

## 地理
アメリカ合衆国統計局によると、この郡は総面積1,861 km2 (719 mi2) である。このうち1,839 km2 (710 mi2) が陸地で22 km2 (9 mi2) が水地域である。総面積の1.19%が水地域となっている。

### 隣接する郡
- レッドウィロー郡 - (東)
- ローリンズ郡 (カンザス州) - (南)
- ダンディ郡 - (西)
- ヘイズ郡 - (北)
- フロンティア郡 - (北東)

## 人口動勢
2000年現在の国勢調査で、この郡は人口3,111人、1,287世帯、及び899家族が暮らしている。人口密度は2/km2 (4/mi2) である。1/km2 (2/mi2) の平均的な密度に1,675軒の住居が建っている。この郡の人種的構成は白人98.36%、アフリカン・アメリカン0.10%、先住民0.29%、アジア0.13%、太平洋諸島系0.00%、その他の人種0.29%、及び混血0.84%である。人口の1.41%がヒスパニックまたはラテン系である。
この郡内の住民は23.80%が18歳未満の未成年、18歳以上24歳以下が5.90%、25歳以上44歳以下が22.60%、45歳以上64歳以下が25.40%、及び65歳以上が22.30%にわたっている。中央値年齢は44歳である。女性100人ごとに対して男性は95.00人である。18歳以上の女性100人ごとに対して男性は92.60人である。
この郡の世帯ごとの平均的な収入は28,287米ドルであり、家族ごとの平均的な収入は34,490米ドルである。男性は25,833米ドルに対して女性は18,879米ドルの平均的な収入がある。この郡の一人当たりの収入 (per capita income) は14,804米ドルである。人口の14.90%及び家族の10.90%は貧困線以下である。全人口のうち18歳未満の22.90%及び65歳以上の8.40%は貧困線以下の生活を送っている。

## 村
- カルバートソン (Culbertson)
- Palisade (一部)
- Stratton
- トレントン (Trenton)

1. ↑   Find a County, National Association of Counties 2011年6月7日閲覧。
2. ↑   American FactFinder, United States Census Bureau 2008年1月31日閲覧。